# Dietrich von Brömbsen
Dietrich von Brömbsen (* 1653; † 19. März 1716 in Lübeck) war Ratsherr der Hansestadt Lübeck.

## Leben
Dietrich von Brömbsen war Sohn des Lübecker Ratsherrn Andreas Albrecht von Brömbsen († 1685) und durch Heirat mit Ann Maria von Brömbsen aus dem Hause Krummesse zugleich Schwiegersohn des Heinrich von Brömbsen († 1695), eines Sohnes des Ratsherrn Gotthard Broemse (Ahnenverlust). Er wurde 1693 Mitglied der patrizischen Zirkelgesellschaft in Lübeck und am 30. April 1708 in den Lübecker Rat erwählt.